# Konstruktivität
Mit Konstruktivität, Adj.: konstruktiv (spätlateinisch constructivus; lat. construere: zusammenbauen, bauend zusammensetzen, schichtweise zusammen-, in die Höhe bauen) wird die aufbauende, einer Entwicklung dienende Eigenschaft von Dingen oder Sachlagen bzw. die einen sinnvollen Aufbau fördernde Geisteshaltung oder Handlungsweise von Menschen beschrieben. Konstruktivität ist das Gegenteil von Destruktivität und wird als Fremdwort im deutschen Sprachgebrauch trotz gleicher lateinischer Ableitung von dem vor allem ergebnisorientierten Begriff Konstruktion abgegrenzt.

## Allgemeiner Sprachgebrauch
„Konstruktiv sein“ bzw. der Verweis auf Konstruktivität in einer Diskussion beinhaltet eine Hervorhebung positiver Eigenschaften sowie nicht selten auch eine auf Grundlage des Gegebenen konkrete Verbesserungsvorschläge enthaltende Kritik. Im Gegensatz dazu zielt die destruktive Kritik, wie z. B. in der Literaturkritik bei einem Verriss, auf eine „vernichtend“ abwertende Erörterung eines Gegenstandes und sieht ihn in den wesentlichen Teilen seiner Ausführung und Zielsetzung als gescheitert an.
Ein konstruktives Misstrauensvotum innerhalb eines  parlamentarischen Regierungssystems enthält neben dem Antrag auf Abwahl eines Amtsträgers gleichzeitig einen Vorschlag für einen zur Wahl gestellten Nachfolger, während ein destruktives Misstrauensvotum allein auf die Abwahl eines Amtsträgers zielt.

## Gebrauch als Fachbegriff
In technischen Zusammenhängen meint man mit „Konstruktivität“, dass etwas die Konstruktion betrifft oder darauf beruht. In der Mathematik und Logik steht dieser Begriff für eine operative Herleitung oder Begründung bzw. für eine Konstruktion in methodisch grundlegender Weise sowie für eine operative Verfahrensweise.